# Yaghmurasan ibn Zayyan
Yaghmurāsan ibn Zayyān ibn Thābit b. Muḥammad (in arabo يغمراسن إبن زيان بن ثابت بن محمد‎?; 1206 – Miliana, 1283) è stato il primo sultano della dinastia berbera dei Zayyanidi e fondatore del Regno di Tlemcen nel al-Maghreb al-Awsaṭ (Maghreb centrale, parte dell'odierna Algeria).

## Biografia

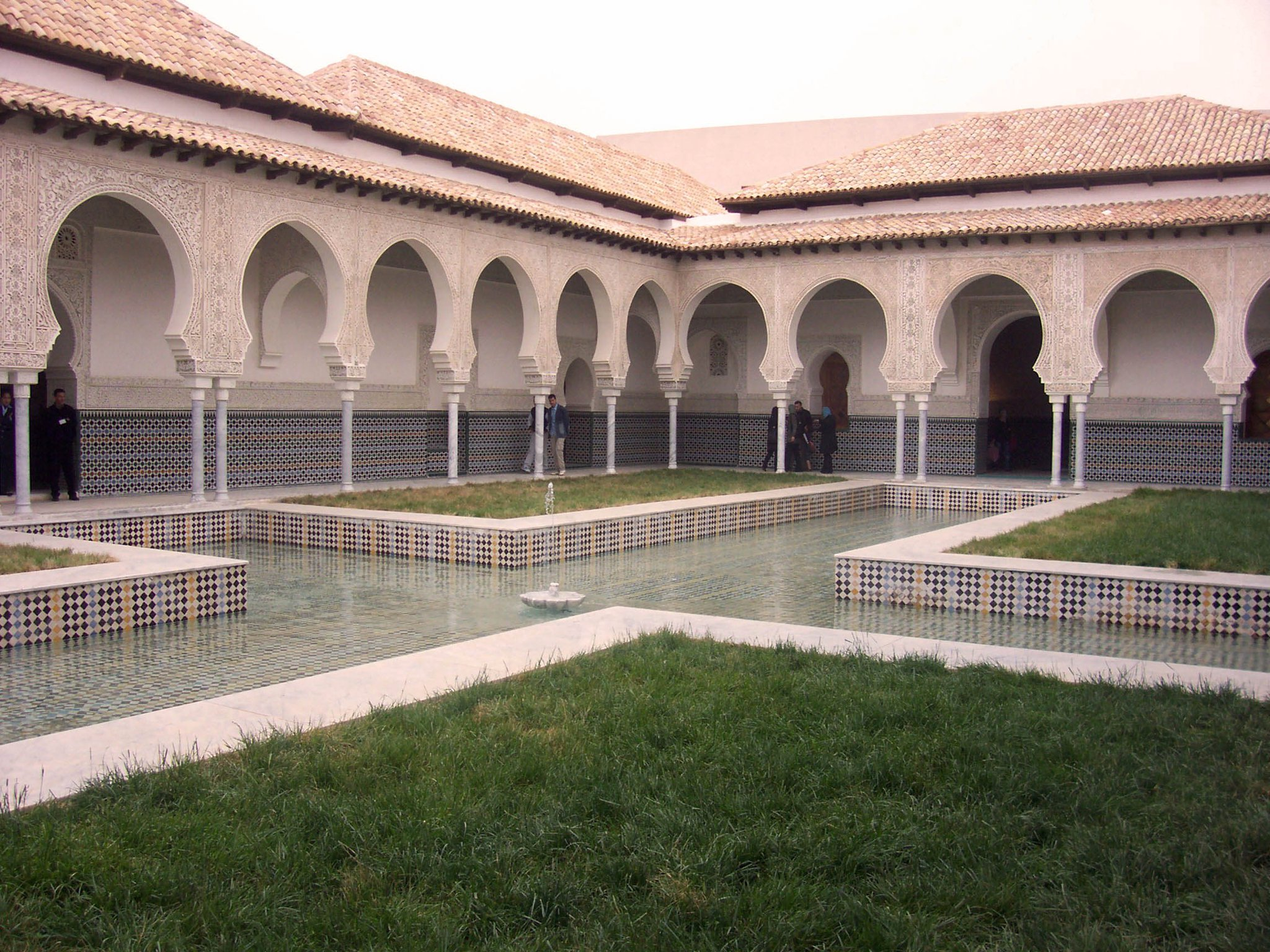
Il palazzo El Mechouar di Tlemcen, fatto costruire da Yaghmurāsan ibn Zayyān

Yaghmurāsan (o Yaghamrāsan) era figlio dello sceicco della tribù dei Banū ʿAbd al-Wād, di etnia berbera Zanātā. I B. ʿAbd al-Wād si erano insediati nella regione della città di Tlemcen in epoca almohade, e la tribù ottenne proprio dagli Almohadi il governatorato della città. Yaghmurāsan divenne governatore di Tlemcen nel 1236.
Con l'inizio della decadenza del califfato almohade, la dinastia hafside - che aveva il controllo dell'Ifriqiya - si rese indipendente. Yaghmurāsan pensò di fare lo stesso con Tlemcen e iniziò a cercare un pretesto per ribellarsi contro il "califfo" almohade di Marrakesh ʿAbd al-Wāḥid II. Nel 1242 una carovana diplomatica ricca di lussuosi doni che il sultano hafside Abu Zakariyya Yahya stava mandando al califfo almohade venne depredata da Yaghmurāsan. Non ci fu nessuna reazione da parte di ʿAbd al-Wāḥid II e Yaghmurāsan non esitò a quel punto a proclamare la sua indipendenza.

Poco dopo il sultano hafside Abū Zakariyyā attaccò e conquistò Tlemcen con un esercito poderoso (secondo le fonti dell'epoca solo gli arcieri erano 30.000) costringendo Yaghmurāsan a fuggire nei territori delle tribù dei B. Ournid (B. Urnid). Abū Zakariyyā, constatando però la popolarità di cui godeva Yaghmurāsan presso la popolazione di Tlemcen, oltre al fatto che i notabili locali filo-Zayyanidi si rifiutavano di collaborare con gli Hafsidi, decise di riconsegnare Tlemcen a Yaghmurāsan e di allearsi con lui contro il nuovo califfo almohade Abu al-Hasan al-Sa'id al-Mu'tadid.
Yaghmurāsan si dedicò allora a estendere il suo potere in tutto il Maghreb centrale, rafforzando l'esercito (ad esempio assoldando 2.000 mercenari castigliani, i Farfanes) e riuscì a portare sotto il suo controllo anche le tribù arabe dei Banu Hilal.

Il califfo almohade al-Sa'id al-Mu'tadid (ora alleato con i Merinidi di Fès), preoccupato dall'espansione zayyanide, attaccò Tlemcen nel 1248 con un forte esercito, costringendo Yaghmurāsan a ritirarsi nella fortezza di Temzezdict, a sua volta assediata dal califfo almohade, che chiese a Yaghmurasan di riconoscere l'autorità almohade, esigendo che nelle monete e nella khuṭba del venerdì nelle moschee fosse apposto e pronunciato il nome del califfo almohade. Yaghmurāsan si rifiutò, uscì dalla fortezza e affrontò Abu al-Hasan al-Sa'id al-Mu'tadid nelle gole delle vicine montagne, sconfiggendolo.

Il califfo al-Mu'tadid venne assassinato subito dopo la sconfitta.
Per una gran parte del suo regno, Yaghmurāsan dovette occuparsi della lotta contro gli Arabi del Sahara e contro i berberi Maghrawa, ma, soprattutto, contro i Merinidi di Fès, dinastia che stava estendendo il proprio potere su tutto il Maghreb al-Aqsa (attuale Marocco). Contro di loro, Yaghmurāsan si alleò con Alfonso X di Castiglia. Nel 1257 avviò l'assedio di Sigilmassa, che riuscì ad espugnare nel 1263 anche se ne perse il controllo l'anno seguente. 
Morì a Miliana nel 1283, mentre stava preparando le nozze tra il suo figlio e successore Abu Sa'id Uthman I e una principessa hafside.